# Кошиці (Малопольське воєводство)
Кошице (пол. Koszyce) — місто в Польщі, у гміні Кошиці Прошовицького повіту Малопольського воєводства.
Населення — 842 особи (2011).
Мало міський статус у 1374-1869 роках. Міський статус відновлено з 1 січня 2019 року.

## Демографія
Демографічна структура станом на 31 березня 2011 року:
|          | Загалом | Допрацездатний вік | Працездатний вік | Постпрацездатний вік |
| -------- | ------- | ------------------ | ---------------- | -------------------- |
| Чоловіки | 392     | 65                 | 287              | 40                   |
| Жінки    | 450     | 76                 | 287              | 87                   |
| Разом    | 842     | 141                | 574              | 127                  |